# Stari Brod (Lekenik)
Stari Brod falu Horvátországban, Sziszek-Monoszló megyében. Közigazgatásilag Lekenikhez tartozik.

## Fekvése
Sziszek városától légvonalban 16, közúton 20 km-re nyugatra, községközpontjától légvonalban 12, közúton 16 km-re délnyugatra, a 36-os számú főút mentén, a Kulpa bal partján fekszik.

## Története
A falu határában ősidők óta átkelőhely volt a Kulpán, melyet már a rómaiak is használtak. Területe a korai Horvát Királyság idejében a gorai plébániához tartozott, mely később zsupánság, majd hűbérbirtok lett. A gorai birtokot mely abban az időben a Kulpa mindkét partjára kiterjedt még a 12. század végén III. Béla király a templomosoknak adta, majd a rend megszüntetése után 1312-től a vránai johannita perjelség gorai birtokához tartozott. Neve is ekkor tűnik fel először írásos forrásban „antiquus portus” alakban. 1514-ben a teljes gorai birtokot a Frangepán család szluini ága szerezte meg. 1560 körül az itteni átkelőhely biztosítására kisebb erődítményt emeletek. A török hódítás előretörését a 16. század második felében a térség is megsínylette különösen az 1580-as és 1590-es években, amikor Sziszek körül súlyos harcok folytak. A 16. század végén kihalt a Frangepánok szluini ága és a 17. század elején Stari Brod is az Erdődy család birtoka lett. A lakosság veszteségét a 17. század végétől Boszniából áttelepült horvátokkal igyekeztek pótolni.
A településnek 1857-ben 171, 1910-ben 253 lakosa volt. A 20. század első éveiben a kilátástalan gazdasági helyzet miatt sokan vándoroltak ki a tengerentúlra. 1918-ban az új szerb-horvát-szlovén állam, majd később Jugoszlávia része lett. A második világháború idején a Független Horvát Állam része volt. A háború után a béke időszaka köszöntött a településre. Enyhült a szegénység és sok ember talált munkát a közeli városokban. A falu 1991. június 25-én a független Horvátország része lett. 2011-ben 166 lakosa volt.

## Népesség
| Lakosság változása | Lakosság változása | Lakosság változása | Lakosság változása | Lakosság változása | Lakosság változása | Lakosság változása | Lakosság változása | Lakosság változása | Lakosság változása | Lakosság változása | Lakosság változása | Lakosság változása | Lakosság változása | Lakosság változása | Lakosság változása |
| ------------------ | ------------------ | ------------------ | ------------------ | ------------------ | ------------------ | ------------------ | ------------------ | ------------------ | ------------------ | ------------------ | ------------------ | ------------------ | ------------------ | ------------------ | ------------------ |
| 1857               | 1869               | 1880               | 1890               | 1900               | 1910               | 1921               | 1931               | 1948               | 1953               | 1961               | 1971               | 1981               | 1991               | 2001               | 2011               |
| 171                | 175                | 194                | 213                | 268                | 253                | 252                | 279                | 304                | 317                | 287                | 260                | 205                | 160                | 158                | 166                |

## Nevezetességei
- A Szent Márton fakápolnát[4] valószínűleg 1624-ben építették, első írásos említése 1699-ben történt. Eredetileg a falun kívül fekvő temetőben állt, de később áthelyezték a falu központjába. A kápolna kőalapokon épült tölgyfából, egyhajós épület, háromoldalú szentélyzáródással. Bejárata előtt kis előcsarnok volt, melyet 1736-ban az átépítéskor lebontottak. Ekkor építették a homlokzat feletti kis tornyocskát. Szent Mártont ábrázoló oltárképe 1743-ban készült, melyet később az új retabló miatt áthelyeztek. Ebből az időből származnak a falakon fennmaradt festmények. A padozat Sziszekről származó római téglákból van kirakva, az egyikbe az 1774-es évszám van bevésve.
- A településen több régi (20. század eleje, 10, 16, 20, 24, 45. szám alatt) fából épített lakóház és épület élvez kulturális védelmet.[5][6]